# Liste geschlechtsspezifischer Regelunterschiede im Sport
Die Liste geschlechtsspezifischer Regelunterschiede im Sport führt Sportarten auf, bei denen sich das Sportgerät oder die Wettkampfregeln geschlechtsspezifisch (zwischen Frauen und Männern) voneinander unterscheiden.

## Ballsportarten

### Baseball/Softball(olympisch)
- Frauen: Softball
- Männer: Baseball

### Basketball
- Ballumfang: Frauen: 72,4–73,7 cm; Männer: 74,9–78,0 cm
- Ballgewicht: Frauen: 510–567 g (Größe 6); Männer: 567–650 g (Größe 7)
- Korbhöhe: identisch 305 cm

### Beachvolleyball
- Ballumfang: identisch 66–68 cm
- Ballgewicht: identisch 260–280 g
- Netzhöhe: Frauen: 224 cm; Männer: 243 cm

### Fußball
- Ballumfang: identisch 68–70 cm
- Ballgewicht: identisch 410–450 g
- Spieldauer: identisch 2 × 45 Minuten (seit 1993)

1970 hob der DFB das Frauenfußballverbot auf. Es gab jedoch zunächst noch einige Auflagen: So mussten Frauenteams wegen ihrer „schwächeren Natur“ eine halbjährige Winterpause einhalten, Stollenschuhe waren verboten und die Bälle waren kleiner und leichter. Das Spiel selbst dauerte nur 70 Minuten. Später wurde die Spieldauer auf 80 Minuten erhöht. Seit 1993 beträgt auch im Frauenbereich die Spieldauer zweimal 45 Minuten.
Männer und Frauen spielen mit demselben Ball, der laut FIFA ein Gewicht zwischen 410 und 450 Gramm haben muss. Es gibt allerdings „für Frauen abgestimmte Bälle“ im unteren Gewichtsbereich mit einer weichen Oberfläche.

### Golf
- Distanz vom Abschlag bis zum Loch: Frauen kürzer, d. h. Abschlag ist nach vorne gesetzt.

### Handball
- Ballumfang: Frauen: 54–56 cm; Männer: 58–60 cm
- Ballgewicht: Frauen: 325–400 g (Größe 2); Männer: 425–475 g (Größe 3)

### Tennis
- Zahl der Gewinnsätze bei Grand-Slam-Turnieren: Frauen: 2; Männer: 3

### Volleyball
- Ballumfang: identisch 66–68 cm
- Ballgewicht: identisch 260–280 g
- Netzhöhe: Frauen: 224 cm; Männer: 243 cm

### Wasserball
- Ballumfang: Frauen: 65–67 cm (Größe 4); Männer: 68–71 cm (Größe 5)
- Gewicht: identisch 400–450 g

## Leichtathletik

### Diskuswurf
- Gewicht: Frauen: 1000 g; Männer: 2000 g
- Durchmesser: Frauen: 18,0–18,2 cm; Männer: 21,9–22,1 cm
- Diskusdicke: Frauen: 37–39 mm; Männer: 44–46 mm

### Hammerwurf
- Gewicht: Frauen: 4000 g; Männer: 7260 g

### Hindernislauf(3000 m)
- Hürdenhöhe: Frauen: 76,2 cm; Männer: 91,44 cm

### Hürdenlauf(100/110 m)
- Hürdenhöhe: Frauen: 83,82 cm; Männer: 106,68 cm
- Lauflänge: Frauen: 100 m; Männer: 110 m

### Hürdenlauf (400 m)
- Hürdenhöhe: Frauen: 76,2 cm; Männer: 91,44 cm

### Kugelstoßen
- Gewicht: Frauen: 4000 g; Männer: 7260 g
- Umfang: Frauen: 95–110 mm; Männer: 110–130 mm

### Mehrkampf
- Frauen: Siebenkampf (100 m Hürden/Hoch/Kugel/200 m/Weit/Speer/800 m)
- Männer: Zehnkampf (100 m/Weit/Kugel/Hoch/400 m/110 m Hürden/Diskus/Stab/Speer/1500 m)

### Speerwurf
- Gewicht: Frauen: 600 g; Männer: 800 g
- Speerlänge: Frauen: 220–230 cm; Männer: 260–270 cm
- Max. Durchmesser: Frauen: 20–25 mm; Männer: 25–30 mm

## Ski nordisch

### Skilanglauf(WM)
- Frauen: 10 km Freistil; Männer: 15 km Freistil
- Frauen: 15 km Skiathlon; Männer: 30 km Skiathlon
- Frauen: 30 km klassisch Massenstart; Männer: 50 km Massenstart
- Frauen: 4 × 5-km-Staffel; Männer: 4 × 10-km-Staffel

### Nordische Kombination(WM)
- Frauen: Normalschanze/5 km; Männer: Normalschanze/10 km und Großschanze/10 km

### Eisschnelllauf(Olympia)
- Frauen: 500, 1000, 1500, 3000 und 5000 m; Männer: 500, 1000, 1500, 5000 und 10.000 m

## Sonstiges

### Amateurboxen
- Frauen: Sechs olympische Gewichtsklassen: Fliegengewicht (52 kg), Bantamgewicht (54 kg), Federgewicht (57 kg), Leichtgewicht (60 kg), Weltergewicht (66 kg), Mittelgewicht (75 kg)
- Frauen: Handschuhgewicht 12 Unzen; Kopfschutz Pflicht; Tiefschutz freiwillig; 4. Anzählen in einem Kampf erzwingt Abbruch durch Schiedsrichter
- Männer: Sieben olympische Gewichtsklassen: Fliegengewicht (51 kg), Federgewicht (57 kg), Leichtgewicht (60 kg), Weltergewicht (67 kg), Mittelgewicht (75 kg), Schwergewicht (92 kg), Superschwergewicht (über 91 kg)
- Männer: Handschuhgewicht bis 67 kg Kampfgewicht: 10 Unzen, über 67 kg: 12 Unzen; kein Kopfschutz (seit 2013); Tiefschutz Pflicht; 7. Anzählen in einem Kampf erzwingt Abbruch durch Schiedsrichter[2]

### Profiboxen
- Frauen: Rundendauer: 2 Minuten
- Männer: Rundendauer: 3 Minuten

### Bahnradsport
- Frauen: 25 km Punktefahren, 30 km Madison
- Männer: 40 km Punktefahren, 50 km Madison

Im Jahr 2025 wurden in der Einerverfolgung, dem Zeitfahren, im Scratch und im Temporennen die Distanzen der Frauen und Männer angeglichen.

### Biathlon
- Frauen: 15 km Einzel, 7,5 km Sprint, 10 km Verfolgung, 12,5 km Massenstart und 4 × 6-km-Staffel
- Männer: 20 km Einzel, 10 km Sprint, 12,5 km Verfolgung, 15 km Massenstart und 4 × 7,5-km-Staffel

### Bobsport
- Frauen: Monobob und Zweierbob; Männer: Zweierbob und Viererbob

### Cyclocross
- Frauen: 50 Minuten; Männer: 60 Minuten

### Darts
Im Dartsport gibt es mehrere Welt-Verbände, die unterschiedliche Turnierregeln festgelegt haben.

#### Professional Darts Corporation
Bei der Professional Darts Corporation (PDC) sind die Turniere seit jeher gemischtgeschlechtlich gewesen. Ausnahmen sind die 2010 durchgeführte PDC Women’s World Darts Championship 2010 sowie die seit 2020 durchgeführte PDC Women’s Series, welche das System der PDC aber eher ergänzt und als Qualifikationsmöglichkeit für mehrere PDC-Turniere herangezogen wird.

#### World Darts Federation
Die World Darts Federation trennt gemäß Sektion 7.01 World Darts Federation Playing and Tournament Rules seine Turniere in Männer und Frauen. Dabei gibt es Unterschiede in den mindestens zu spielenden Distanzen zwischen Männern und Frauen. (Sektion 11 World Ranking Systems Criteria Seniors – Men & Women)
Beispiel: Gold-Turnier Finale
Männer: Best of 11
Frauen: Best of 9
Auch beim auszuschüttenden Preisgeld wird unterschieden. In einem Männer-Goldturnier muss an die letzten 64 Spieler eines K.o.-Runden-Turniers Preisgeld ausgeschüttet werden, wenn 128 oder mehr Spieler am Turnier teilgenommen haben. Bei den Frauen müssen bei gleicher Teilnehmeranzahl die letzten 32 Spielerinnen mit Preisgeld bedacht werden. Außerdem darf das Preisgeld der Frauen „nicht weniger als 20 % des gesamten Preisgeldes“ betragen. (Sektion 13 World Ranking Systems Criteria Seniors – Men & Women)

### Eishockey
- Bodycheck: Frauen: verboten; Männer: erlaubt
- Eishockeyhelm: Frauen: Vollschutz Pflicht; Männer: Halbschutz erlaubt

### Geräteturnen
- Frauen: Sprung (Sprungtischhöhe: 125 cm); Stufenbarren; Schwebebalken; Boden
- Männer: Sprung (Sprungtischhöhe: 135 cm); Barren; Reck; Pauschenpferd; Ringe; Boden

### Klippenspringen
- Absprunghöhe: Frauen: 20 m; Männer: 27 m

### Lacrosse
Damen- und Herrenlacrosse unterscheiden sich fundamental, da beim Frauenlacrosse Körperkontakt durch das Regelwerk stark eingeschränkt ist.
- Damen: Körperchecks verboten; wenig Schutzausrüstung; Schläger mit flachen Schaufeln und flexiblem Schaft
- Herren: Körperchecks erlaubt, umfangreiche Schutzausrüstung; Schläger mit tiefen Pockets

### Ringen
- Frauen: Freistilringen
- Männer: Freistilringen und griechisch-römisches Ringen

### Schach(Kandidatenturnier)
- Frauen: Bedenkzeit 90 min für die ersten 40 Züge und 30 min für den Rest der Partie mit einem Inkrement von 30 s pro Zug ab dem ersten Zug
- Männer: Bedenkzeit 120 min für die ersten 40 Züge und 30 min für den Rest der Partie mit einem Inkrement von 30 s pro Zug ab dem 41. Zug

### Straßenradsport
- Frauen: Tageshöchstdistanz 160 km (Einzelzeitfahren 40 km, Teamzeitfahren 50 km), maximale Anzahl der Tage in einem Etappenrennen grundsätzlich 6, durchschnittliche Tagesdistanz max. 140 km
- Männer: Tageshöchstdistanz grundsätzlich 280 km (Einzelzeitfahren 80 km, Teamzeitfahren 100 km), maximale Anzahl der Tage in einem Etappenrennen 23, durchschnittliche Tagesdistanz max. 180 km

### Synchronschwimmen
- Frauen: Solo; Duett; Mannschaft
- Männer: Solo